# 백설공주: 또 다른 이야기
백설공주: 또 다른 이야기(Grimm's Snow White)는 2012년 공개된 미국의 판타지 영화이다. 그림 형제의 백설 공주에 어느 정도 기반을 둔 이 작품은 제인 마치, 일라이자 베넷 등이 주연으로 출연하였다.

## 줄거리
아주 먼 옛날, 지구에 떨어진 운석에서 영원히 타오르는 '비리디안 불꽃'이 생겨났고, 이 불꽃은 강력한 힘의 원천이 되었다. 불꽃은 두 종족, 불꽃을 수호하는 용과 불꽃의 힘을 담은 돌을 지닌 엘프들을 낳았다. 대부분의 엘프들은 인간 세상에 섞여 살았지만, 인간들은 엘프의 힘을 탐내 그들을 노예로 삼았고, 세상은 혼란에 빠졌다. 사람들은 '천년의 평화를 가져올 위대한 빛'에 대한 예언을 믿게 된다.
시간이 흘러, 비리디안 불꽃은 전설 속 이야기가 되었고, 강력한 군사력을 가진 화이트베일 왕국과 불꽃이 있을 것이라는 전설이 있는 노스팔리아 왕국이 등장한다. 화이트베일의 공주 스노우 화이트는 아버지의 죽음 후 수녀원에서 돌아온다. 아버지의 평화 조약으로 노스팔리아의 알렉산더 왕자가 방문하고, 스노우 화이트와 만난다. 스노우 화이트의 계모인 그웬돌린 여왕은 마법 거울을 통해 스노우 화이트의 아름다움이 자신을 능가한다는 사실을 알고 분노한다. 여왕은 정부이자 왕을 살해하는 데 도움을 준 사냥꾼 비즐리에게 스노우 화이트를 죽이고 심장을 가져오라고 지시한다. 숲에서 용의 공격을 받은 비즐리는 스노우 화이트를 죽이는 데 실패하고, 용에게 죽은 경비병의 심장을 가져온다. 여왕은 그 심장을 개들에게 먹이고 스노우 화이트가 죽었다고 알렉산더 왕자에게 거짓말한다.
한편, 숲에서 상처 입은 스노우 화이트는 엘프 런트에게 구조되고, 엘프 지도자 올랜도의 거처로 옮겨진다. 여왕은 알렉산더 왕자와 결혼하여 비리디안 불꽃을 찾으려 하지만, 거울은 스노우 화이트가 살아있다는 사실을 알려준다. 여왕은 배신한 비즐리를 개들에게 먹이고, 스노우 화이트를 찾기 위해 숲속 엘프들을 심문하지만 실패한다. 결국 거대한 개들을 풀어 스노우 화이트를 사냥하게 한다.
알렉산더 왕자는 숲에서 스노우 화이트를 개들에게서 구해주고 용과 싸우지만, 스노우 화이트는 도망친다. 왕자는 올랜도의 거처를 찾아 스노우 화이트를 찾지만 올랜도는 그녀를 숨기고 왕자를 돌려보낸다. 올란도는 여왕의 계략을 걱정하며, 비리디안 불꽃을 지키는 어둠의 엘프들에게 전쟁을 도와달라고 하지만 거절당한다. 스노우 화이트와 런트는 성에 침입해 알렉산더 왕자와 만나려 하지만 실패하고, 런트는 여왕의 병사들에게 잡힌다. 여왕은 엘프 마법으로 노파로 변장해 독이 든 반지를 만들고, 시장에서 스노우 화이트에게 건네준다. 반지를 받은 스노우 화이트는 죽음과 같은 잠에 빠진다.
성에 도착한 알렉산더는 스노우 화이트의 반지를 끼고 있는 마굿간 소년을 발견하고 반지를 가져온다. 엘프들은 스노우 화이트가 죽었다고 생각하고 장례를 준비하는 와중에, 알렉산더는 여왕이 준 독 반지 대신 스노우 화이트의 진짜 반지를 끼워 마법을 깬다. 알렉산더의 조언자 휴는 여왕에게 배신을 고하고, 여왕은 군대를 이끌고 공격한다. 엘프들과 함께 싸우던 알렉산더와 스노우 화이트는 어둠의 엘프들의 도움을 받는다. 여왕의 군대가 엘프들을 압도하고, 여왕은 강제로 알렉산더와 결혼하려 하지만, 스노우 화이트는 여왕을 참수하며 결혼을 막는다. 스노우 화이트와 알렉산더 왕자가 결혼하면서 왕국들은 통일되고 평화가 찾아온다.

## 출연

### 주연
- 엘리자 베넷
- 제인 마치
- 제이미 킹
- 오토 얀코비치

### 조연
- 벤 매독스
- 세바스찬 위머
- 앨런 버곤
- 프라우케 슈타이너
- 사빈 크란젤빈데르
- 에릭 로마스
- 클라라 슈타인하우저